# Labuhan (Sepulu)
Labuhan is een bestuurslaag in het regentschap Bangkalan van de provincie Oost-Java, Indonesië. Labuhan telt 797 inwoners (volkstelling 2010).